# Ioan T. Constantinescu
Ioan T. Constantinescu (1893 - 1972) a fost un general român care a luptat în cel de-al Doilea Război Mondial.
A fost decorat pe 17 octombrie 1941 cu Ordinul „Mihai Viteazul” cl. III-a „pentru dibăcia și curajul de care a dat dovadă în conducerea regimentului în luptele pentru cucerirea Cotei 102. La 14-19 august,  regimentul său a continuat atacul celorlalte obiective și prin lupte la baionetă a pircinuit mari pierderi inamicului”.
A fost decorat la 4 august 1945 cu Ordinul Militar „Mihai Viteazul” cu spade, clasa III, „pentru curajul și priceperea de care a dat dovadă pe câmpul de luptă în calitate de comandant de grup tactică, distingându-se în special în luptele de apărare a Beiușului, cucerirea satului Ginta, în luptele dela Puszta Toldt Konyor, Nord Hajduboszermeny și trecerea Tisei, precum și în operațiunile din munții Bükk, valea Szilvas și râul Ipoly”.

## Decorații
- Ordinul „Steaua României” în gradul de ofițer (8 iunie 1940)[4]
- Ordinul Militar „Mihai Viteazul” clasa III-a (17 octombrie 1941)[2]
- Ordinul „Mihai Viteazul” cu spade, cl. a III-a (4 august 1945)[3]
- Ordinul „23 August” clasa a IV-a (10 august 1964) „pentru merite deosebite în opera de construire a socialismului, cu prilejul celei de a XX-a aniversări a eliberării patriei”[5]